# Hermann Hesse
Hermann Karl Hesse, írói álneve: Emil Sinclair (Calw, 1877. július 2. – Svájc, Montagnola, 1962. augusztus 9.) irodalmi Nobel-díjas német-svájci író, költő és festő, az újromantika kimagasló képviselője.
A 20. század művelődéstörténetének egyik legnagyobb hatású alakja. Jelentős nyomot hagyott nemcsak a német- és angol nyelvű irodalmon, (szép)prózán és lírán, de az angolszász populáris kultúrán is. A pusztai farkas és Sziddhárta című regényei kultuszművekké váltak az Egyesült Államokban, és óriási hatást gyakoroltak a beatnemzedékre. Első prózai alkotásait romantikus elvágyódás és a magányosság érzése jellemzi (Camenzind Péter); egyes írásainak tárgyát a Távol-Keleten (Ceylon, Indonézia) töltött idő emlékei, illetve eseményei képezik (Sziddharta). Későbbi műveiben leleplezően ábrázolja a német kisvárosi polgárság életét, bírálja azt a kort, amelyben él. A nemzetiszocializmus éveiben a náciellenes mozgalomhoz csatlakozott; írásai a békevágy jegyében születtek.
Egyik legjelentősebb alkotása Az üveggyöngyjáték, amely a nagy német kísérleti esszéregények sorába illik, egyúttal a 20. századi gondolati széppróza egyik csúcsaként is számon tartják. Általa olyan formabontó művészekkel került egy sorba, mint Kafka, Joyce, Musil, Broch, Thomas Mann, Virginia Wolf és Proust. Prózai művei sokszor fiktív életrajzok. Gyakori, hogy az elsődleges elbeszélő egy krónikás szerepében jelenik meg (például az Üveggyöngyjátékban).
Jelentős, befolyásos és kedvelt irodalomkritikusként is számon tartják. A 20. század első felében az egyik legkitűnőbb és legaktívabb közvetítő volt szerző és olvasó között, az irodalom és az olvasás hivatásos ügyvédje volt. 60 év alatt összesen 3 365 könyvkritikát írt, mely öt kötetben áll az irodalomkutatók és olvasók rendelkezésére.
1946-ban „életművéért, amely egyre inkább elmélyült, mind merészebbé és impozánsabbá fejlődött a klasszikus humanista ideálokat ábrázolva, valamint stílusművészetéért” irodalmi Nobel-díjat kapott.

## Életrajza

### Gyermekkora, fiatal évei

#### A szülői ház

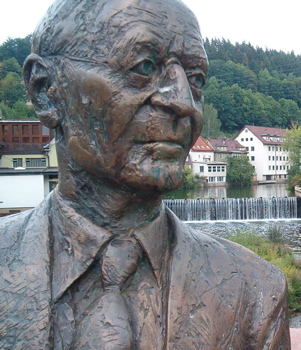
Hermann Hesse bronzszobra Calwban (részlet)

Hermann Hesse 1877. július 2-án született Calwban (Württemberg) keresztény misszionárius család második gyermekeként. Szülei – észtországi születésű édesapja, Johannes Hesse, és francia származású édesanyja, Marie Gundert – több évig Indiában, a Bázeli Missziós Társaságban tevékenykedtek.
A családban uralkodó szigorú vallásosság, a protestáns nevelés (sváb pietizmus), az intellektuális családi légkör és az India iránti rajongás (anyai nagyapja, Hermann Gundert neves orientalista, India-kutató volt) jelentősen befolyásolták Hesse kulturális fejlődését. Szintén nagy hatással volt gyermekkorára édesapja balti származása (Hesse szerint „egy fontos és hatásos tény”): az apa Bajorországban és Svájcban is idegen volt, soha nem vert gyökeret és „mindig mint egy nagyon udvarias, nagyon furcsa és magányos, meg nem értett vendégnek” tűnt. Ehhez társult, hogy édesanyja részéről a család a misszionáriusok nemzetközi közösségéhez tartozott, és franciául beszélő svájci nagyanyja (Julie Gundert, született Dubois) élete végéig szintén idegen maradt a sváb kispolgári világban.
Hesse fantáziadús kisgyerek volt, tehetsége korán megmutatkozott: már gyerekként verseket költött, csodás képeket festett, 15 éves koráig hegedülni tanult és közös házi koncerteket adtak. Több nyelven beszélő nagyapja, Hermann Gundert, hatalmas könyvtárral rendelkezett, ahol Hesse sok időt töltött a világirodalom remekműveit olvasva.
Gyerek- és fiatalkori calwi élményeit, a környezetet, folyóparti kalandjait, a hidat, a kápolnát, a szorosan egymás mellé simuló házakat, rejtett zugokat és sarkokat, a nagyszerű tulajdonságokkal, de rigolyákkal is rendelkező lakókat Hesse korai Gerbersau-elbeszéléseiben elevenítette meg. Sokat tartózkodott kedvenc helyén, a Nikolausbrückén (Miklós-híd), ahol születésének 125. évfordulója alkalmából egy ember nagyságú bronzszobrot állítottak fel (a szobor leleplezésére 2002. június 8-án került sor). Kurt Tassotti alkotása az 55 éves Hessét ábrázolja utolsó Calwban tett látogatása során, az 1930-as évek elején.

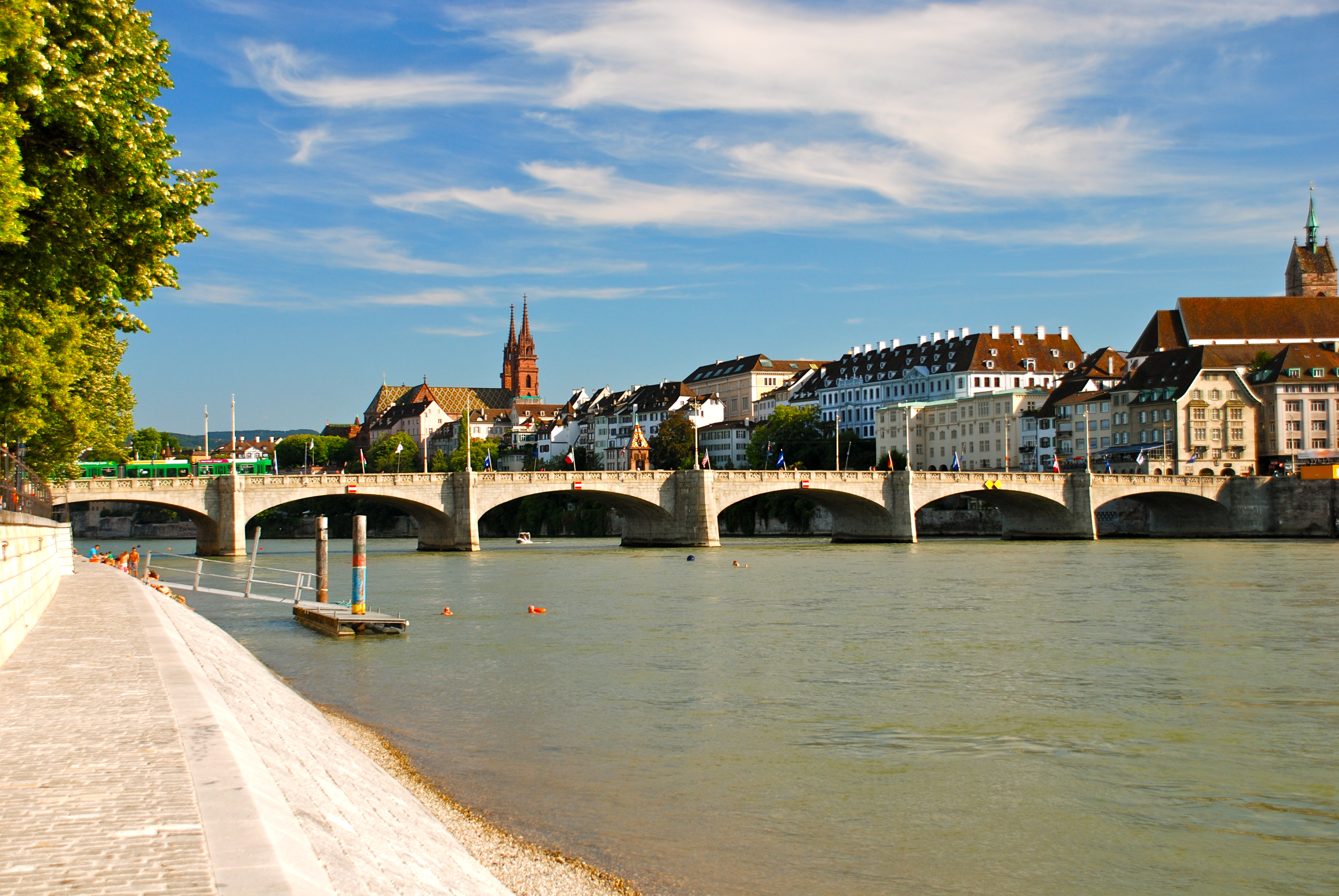
Bázel városa, amely Hessen életének fontos referenciapontjává vált, és fontos szerepet játszott a szerző oktatása során.

#### Iskolás évei (1885–1894)
A család 1881-ben Bázelbe költözött, ahol Hesse az Evangélikus Misszionárius Társaság internátusának tanulója lett. 1886-ban visszaköltöztek Calwba: Hesse a calwi latin iskola második osztályába került. 1891-ben a göppingeni latin iskola sikeres elvégzése után a maulbronni kolostor evangélikus-teológiai szemináriumába küldték. Állami tanulóként le kellett mondania svájci jogairól, ezért édesapja 1890-ben megszerezte neki a württembergi állampolgárságot. Hesse viszont nem tudta elviselni az iskola szigorú légkörét és 1892 márciusában megszökött a tanintézetből, ahonnan nem sokkal később kiutasították azzal az indokkal, hogy rossz hatással van a társaira.
Hesse depressziós fázisba került, többször írt öngyilkossági szándékáról. Szülei a Christoph Blumhardt teológus és lelkipásztor vezette Bad Boll-i intézetbe küldték, ahol 1892 májusában Hesse öngyilkosságot kísérelt meg. Az esemény után a 15 éves Hessét a Stuttgart melletti stetteni elmegyógyintézetbe küldték gyógykezelésre. Több hónapot töltött el itt, miközben értelmi fogyatékos gyerekek tanításában és kerti munkákban kellett segítenie. Hesse szüleitől, Istentől, a világtól elhagyatva és eltávolodva érezte magát; a család pietista vallási hagyományait egyre inkább álszentségnek gondolta.
1892-től a cannstatti gimnáziumba járt; 1893-ban sikeresen letette az egyéves vizsgákat, de tanulmányait mégis megszakította.

#### Gyakornok évei (1894–1895)
Első könyvesbolti gyakornokoskodását három nap után abbahagyta. 1894 nyarától 14 hónapos műszerész-tanulásba kezdett a calwi Perrot toronyóragyárban, de a forrasztás és a csiszolás monotóniája miatt újra visszavágyódott az irodalom világába. 1895 októberében készen állt arra, hogy ismét egy könyvesboltban próbáljon szerencsét.

### Íróvá válása
Hesse már tízéves korában megpróbált mesét írni: Die beiden Brüder (A két testvér) című írását 1951-ben adták ki.
A Kurzgefaßter Lebenslauf (Entweder ein Dichter oder gar nichts, 1925) című humoros és nyílt írásában Hesse fiatalkori éveinek küzdelmeiről, az őt körülvevő szörnyű szerencsétlenségről ír. Kihágásait, lázadását a költővé válásért való küzdelemnek tartotta. „Már tizenhárom évesen egy dologban biztos voltam, hogy vagy költő akarok lenni vagy egyáltalán semmi…. engedélyezve volt, sőt megtisztelő volt költőnek lenni: vagyis sikeres és ismert költőnek lenni, csak hogy általában akkor már sajnos meghaltál… Költőnek lenni ugyanolyan dolog, mint hősnek… a múltban felmagasztosulnak, minden iskolás könyv dicséri őket, de a jelenben és a valóságban gyűlölik őket… minden bizonytalan lett és értéktelen, csupán egy dolog maradt érvényes: hogy költő akartam lenni, legyen az nehéz vagy könnyű, nevetséges vagy elismert…”

#### Tübingen (1895–1899)
1895. október 17-től 1898-ig a tübingeni Heckenhauer könyvkereskedésben dolgozott segédként. Feladata a könyvek ellenőrzése, válogatása és archiválása volt. A 12 órás munka után Hesse tovább képezte magát: teológiai írások mellett különösen sokat olvasta Goethe, később Lessing és Schiller műveit, valamint a görög mitológia mondáit. A könyvkereskedésben tett tapasztalatait később a Kerék alatt (Unterm Rad) című regényében dolgozta fel.
1896-ban jelent meg először verse – Madonna címmel – egy bécsi folyóiratban, további költeményei a Das Deutsche Dichterheim című versgyűjteményben kerültek kiadásra.
Nagy hatással voltak rá az abban az időben olvasott német romantikusok, elsősorban Clemens Brentano, Joseph von Eichendorff, Ludwig Tieck és Novalis művei.
A tanulóidejének letelte után egy ideig a könyvkereskedésben dolgozott tovább mint segéd; fizetése révén anyagi függetlenséget biztosított magának. Még könyvkereskedőként jelent meg 1898 őszén első kis verseskötete, a Romantische Lieder, majd 1899 nyarán az Eine Stunde hinter Mitternacht című kilenc rövid prózát tartalmazó gyűjteménye. Egyik mű sem volt igazán sikeres: a Romantikus dalokból két év alatt csupán 54 példány kelt el a 600 darab kiadott kötetből, és a másik verseskötet 600 darab kiadott példányából is sok a boltokban maradt. A kézirat kiadását az ifjú költő elsősorban a kiadó fiatal felesége, Helene Voigt-Diederich közbenjárásának köszönhette. A lipcsei kiadó Eugen Diederich nem várt nagy kasszasikert, de meg volt győződve a művek irodalmi értékéről. Rilke is elismerően nyilatkozott a kötetről.

#### Bázel (1899–1904)

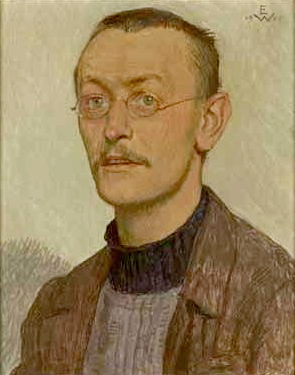
Hermann Hesse Ernst Würtenberger temperafestményén, 1905

Hesse 1899-ben Bázelbe költözött és egy antikváriumban kezdett dolgozni. Szüleit szoros barátság fűzte számos bázeli értelmiségi családhoz, így a fiatal Hesse egy szellemileg és művészileg intellektuális környezetbe került. Ugyanakkor lehetősége nyílt arra is, hogy utazásai és vándorlásai során visszavonuljon a társasági élettől és szabadidejét az írásnak szentelje.
1901 januárjában felmondott a könyvkereskedésben. Tavasszal teljesült egy nagy álma: két hónapra Olaszországba utazott, meglátogatta a legjelentősebb olasz városokat – Milánót, Genovát, Firenzét, Bolognát, Ravennát, Páduát és Velencét. Augusztusban a bázeli Wattenwyl antikváriumban kezdett dolgozni. Lehetősége nyílt egyre több vers és kisebb irodalmi írás megjelentetésére folyóiratokban, amelyekért honoráriumot is kapott. Ugyanebben az évben Berlinben megjelent a Schriften und Gedichte von Hermann Lauscher, Herausgegeben von H. Hesse, majd a Gedichte című verseskötete, melyeket a nem sokkal azelőtt elhunyt édesanyjának ajánlott.
1903-ban ismét Olaszországba utazott – ezúttal Maria Bernuollival, a híres tudós családból származó, fényképésznővel, akit később feleségül vett. Csakhamar felfigyelt Hesse írásaira a berlini S. Fischer kiadó tulajdonosa Samuel Fischer is: itt jelent meg 1904-ben az áttörést hozó Peter Camenzind című regénye. Az én-elbeszélő főszereplő – Peter Camenzind – elhagyja faluját és bejárja Európa nagyvárosait, hogy megismerje a világot. Csalódik a civilizációban és az élet értelmét a szeretetben találja meg. A hős Hermann Hesse megszemélyesítésének tekinthető: számos párhuzam állítható Hesse és a főszereplő között (például a regénybeli Peter Camenzind szereti a természet szépségeit, szeret hegyet mászni és az elvonuló felhőket nézni; Camenzind korán elveszíti édesanyját – Hesse 25 évesen; Camenzind is olaszországi utazásokat tesz, akárcsak Hesse 1901-ben és 1903-ban; a főszereplőt is öngyilkossági gondolatok gyötrik stb.).
A regény sikerének köszönhetően Hesse ettől kezdve szabadúszó íróként tudott dolgozni több újságnak (pl. Münchner Zeitung, Württemberger Zeitung).
Ugyanebben az évben jelent meg szintén a S. Fischer Kiadónál két életrajzi műve: a Boccaccio és a Franz von Assisi, és elkezdett foglalkozni távol-keleti – elsősorban indiai – teológiai-filozófiai szövegek tanulmányozásával, a hinduizmussal, illetve Buddha tanaival, valamint kínai tanokkal, melyek iránt szülei Távol-Keleten végzett misszionáriusi tevékenysége révén kezdett érdeklődni.

### Bodeni-tó, India, Bern (1904–1914)
Az irodalmi siker lehetővé tette, hogy Hesse 1904-ben feleségül vegye a nála kilenc évvel idősebb Maria Bernoullit és letelepedjen a Boden-tónál található Gaienhofenben. A házasságból három gyermekük született (Bruno festő, grafikus, Hans Heinrich dekoratőr és Martin fényképész lett). Gaienhofenben írta második elbeszélését Kerék alatt (Unterm Rad) címmel, amelyben gyerek- és iskoláskori, valamint továbbképzésének élményeit és tapasztalatait dolgozta fel (a könyv 1906-ban került kiadásra a S. Fischer kiadónál).
1907-ben csatlakozott a vándor költő és természetpróféta Gusto Gräserhez és elment az Ascona melletti sziklabarlangjába, ami később a „szent föld” lett számára. A vadonban élő remete tanítványának képe visszatérő motívummá vált a költészetében.
Visszatérve a polgári életbe elsősorban elbeszéléseket és verseket írt. Következő regénye, a Gertrud (1910) egyfajta alkotói válságot mutat, maga Hesse évekkel később egy félresikerült alkotásnak tekintette. A regény a világtól menekülő zeneszerző, Kuhn és barátja, a kicsapongó életet élő bariton énekes, Heinrich Mouth történetét beszéli el: a sánta Kuhn a gazdag gyáros és zenekedvelő Imthor villájában megismerkedik Gertrud Imthorral, szerelmes lesz belé, operát ír a számára, amelyben Gertrud énekli a szoprán szerepet. Az opera férfi főszerepét Mouth kapja, aki végül feleségül veszi Gertrudot. Hesse az introvertált alkotóművész és az extrovertált előadóművész közötti különbséget tárja az olvasó elé.
Házasságában is egyre több probléma és félreértés merült fel: Mia, aki egyébként is befelé forduló ember volt, egyre inkább magába zárkózott, Hesse pedig – hogy távolságot tartson – a svájci festővel, Hans Sturzeneggerrel hosszabb útra indult Ceylonba és Indonéziába, ahol meglátogatta apja és nagyapja missziós tevékenységének állomásait is. Nem találta meg ugyan a remélt spirituális inspirációt, de ázsiai útja jelentősen befolyásolta későbbi irodalmi alkotásait (1913-ban megjelent az Aus Indien. Aufzeichnungen von einer indischen Reise című, rövid útleírásokat, indiai jegyzeteket és verseket tartalmazó kötete).
Hazatérése után 1912-ben a 35 éves Hesse családjával Bernbe, éppen elhunyt barátja, a festő Albert Welti házába költözött (Melchenbühlweg). A vidéki élet Gaienhofenben unalmassá vált számára, és nem érezte jól magát a „vilmosi Németország felfuvalkodott, sznob társadalmában”. Gyerekkora óta ismerte Svájcot, sok festő és zenész barátja élt ott és felesége is bázeli származású volt. Svájcról a következőképpen ír Hesse: „Sehol nem lehet olyan háborítatlanul élni, mint itt. Ráadásul Svájc legszebb öreg városa, erőtől dagadó és szépséggel teli vidék, nemes dús fák, mély föld, jó víz, közeli hegyek. Eddig Bern nagyon távolinak tűnt, csupán Bázel van közel; de nyáron megnyílik a Lötschberg és 5–6 óra alatt Milánóba jutunk; már nagyon várom.”
A helyváltozás sem segített a problémákon: kudarcba fulladt házasságának történetét Hesse a Rosshalde című elbeszélésében írta meg.

### Az I. világháború
Az első világháború kiszakította Hessét álmodozásaiból (Das Haus der Träume) és a jólétéből. Személyes, művészi és családi válságokkal teli idő kezdődött számára. Nem tudott tétlenül otthon ülni, miközben más fiatal írók vérüket ontották a fronton („közvetlenül a hegyek mögött most lőnek és szúrnak”), de hiába várta a behívót, ezért személyesen jelentkezett a német nagykövetségen önkéntesnek. Erős rövidlátása miatt azonban alkalmatlannak találták a katonáskodásra, és a berni német nagykövetség fogolysegélyező szervezete szociális munkára küldte. Richard Woltereck zoológussal a „német hadifoglyok könyvtárát” vezette Bernben: az irodai munka mellett könyveket gyűjtöttek és küldtek a német hadifoglyoknak Franciaországba. Szintén a foglyok számára egy szórakoztató heti újság (Sonntagsboten für die deutschen Kriegsgefangenen) kiadásába kezdett és másfél évig ő szerkesztette a Deutsche Interniertenzeitung című lapot. Amikor egyre nehezebben lehetett könyveket szerezni, Hesse saját kiadójában saját magáról és másokról szóló elbeszéléseket tartalmazó füzeteket nyomtatott ki.
Hesse élesen elhatárolódott a hurrápatriotizmustól. Szenvedett a „gyűlöletorgiáktól” és a brutalitástól, ami az „általános szellemi értékeket megveti és bemocskolja”. Ennek ellenére megpróbálta a háború remélt pozitív oldalát is megfogalmazni: egy nagy erkölcsi felpezsdülésben reménykedett, ami „jót tesz a népek lelkének, tisztít és egyszerűsít”, és ami arra ösztönöz, hogy megváltoztassák a világ arcát.
Hesse számos etikai-politikai cikket és nyílt levelet jelentetett meg elsősorban a Neue Zürcher Zeitung hasábjain és más német lapokban. Cikkeiben az egyén felelősségét és a nemzetek feletti kultúra összekötő erejét emelte ki.
Az első, 1914. november 3-án megjelent O Freunde, nicht diese Töne (Ó, barátaim, ne ezeket a hangokat!) című írásában (Neue Zürcher Zeitung) a német értelmiségen belül elfogadott barát-ellenség ideológia ellen tiltakozott. Cikkével egy heves politikai vita középpontjába került: a német sajtó támadta, árulónak nevezte, gyűlöletleveleket kapott, régi barátai elfordultak tőle („1916-tól teljesen egyedül maradtam, a hazafik számára disznó, a forradalmároknak egy elmaradott polgár voltam.”). Nagy vigaszt jelentettek számára a francia író Romain Rolland elismerő és barátságáról biztosító sorai, valamint barátja, Theodor Heuss (a Német Szövetségi Köztársaság első elnöke) támogatása.
Még nem csitult el teljesen a Hesse és a német nyilvánosság közötti konfliktus, amikor az írót egyéb sorscsapások mély válságba sodorták: 1916. március 8-án meghalt édesapja, az akkor hároméves fia, Martin súlyos agyhártyagyulladást kapott, feleségén pedig egyre nyilvánvalóbbá váltak a szkizofrénia tünetei. Az író idegösszeomlást kapott és pszichiátriai kezelésre szorult; a kórkép: bipoláris zavar vagy más néven mániás depresszió. Hónapokig járt hetente egyszer Luzernbe Josef Bernhard Lang pszichoanalitikushoz (Carl Gustav Jung tanítványa), hogy tudatalattijának feltárásával felépüljön.
Hesse régi barátjánál és mesterénél, Gusto Gräsernél talált menedéket. Gräser megtagadta a katonai szolgálatot, amiért csaknem kivégezték. Hatására Hesse életében nagy fordulat következett: az író, aki annak idején önként jelentkezett a frontra, ettől kezdve határozottan a háború ellen és a katonai szolgálat megtagadása mellett foglalt állást. Gusto Gräser profetikus alakját elemzéseiben és verseiben dolgozta fel: 1917 októberében három hét alatt írta meg a Demian című regényét, amelyben barátjának állít emléket. A könyv a háború után, 1919-ben, álnéven – Emil Sinclair – jelent meg (S. Fischer kiadó), hogy „egy öreg nagybácsi ismert neve ne riassza el a fiatalokat”. C. G. Jung szerint a könyv hatása olyan, mint „egy világítótorony fénye egy viharos éjszakán”, Stefan Zweig szerint „egy csodálatraméltó bepillantás az ifjúság lélektanába”, Thomas Mann pedig lelkesen közölte, hogy régen nem olvasott ilyen kitűnő kortárs irodalmat. A regényt a fiatal szerzőknek járó Fontane-díjjal tüntették ki, de miután Otto Flake 1920-ban leleplezte az igazi szerzőt, Hesse visszaadta a díjat, és a regény ettől kezdve az ő neve alatt jelent meg.
Hesse a pszichoterápián kapott javaslat alapján, 1916-ban kezdett el foglalkozni a festészettel: az elkövetkezendő években csendéleteket, önarcképeket és tájképeket festett Engadinban és Bernben. Alkotásaihoz temperát, krétát és olajfestéket használt. Kezdetben az autodidakta festő világos tempera színeket használt, de miután Tessin déli, sokszínű hegyei közé költözött, akvarellpalettájára az expresszionizmus világító színskálája került. Egyik levelében a következőképpen írt: „Majd meglátják, hogy festészetem és költészetem között nincsen ellentmondás, hogy ebben sem a természethű, hanem a költői igazságot keresem.”

### Új otthon Tessinben

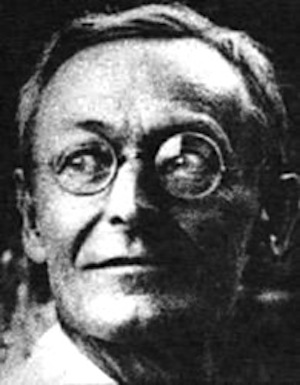
Hesse 1925-ben, Gret Widmann felvétele

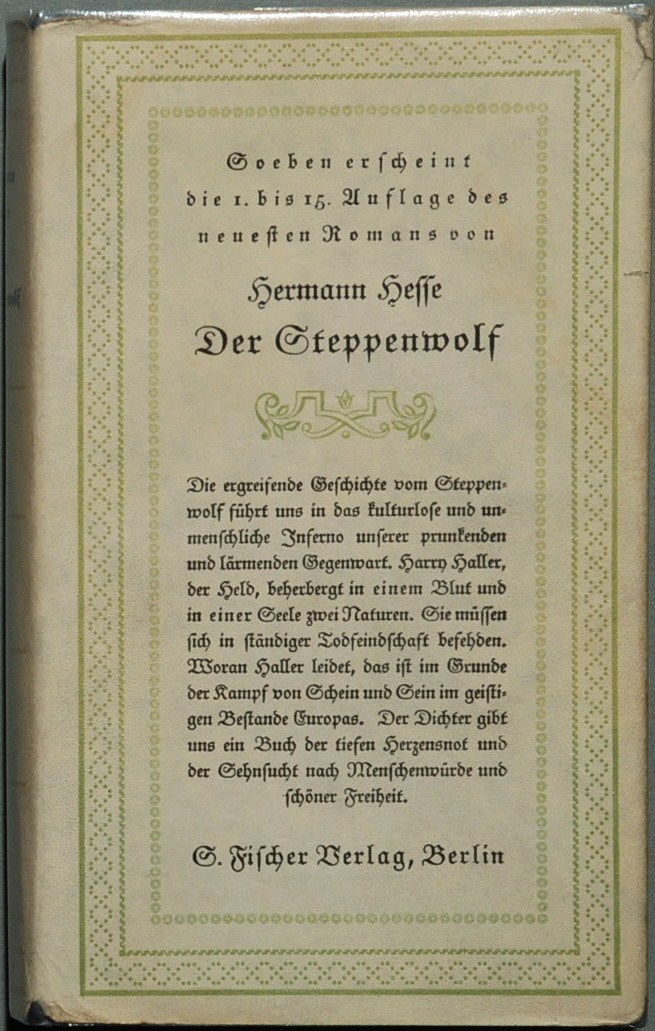
A pusztai farkas első kiadása, 1927

1919-ben Hesse visszatért a civil életbe. Házassága teljesen szétzilálódott: feleségén súlyos elmebaj tört ki, de az író a gyógyulás után sem látott már közös boldog jövőt Mariaval. Feladták a berni lakást, a gyerekeket pedig barátoknál helyezték el. A nyomasztó terhet, hogy elhagyta családját, Hesse az 1919-ben megjelent a Klein und Wagner című elbeszélésben dolgozta fel, amelyben Klein hivatalnok kitör a polgári életből és Olaszországba menekül attól való félelmében, hogy fény derül az elkövetett sikkasztásokra, okirathamisításokra, hogy megőrül és Wagnerhez hasonlóan megöli családját. Az írásban Gusto Gräsertől való elválása tükröződik, hogy saját sorsának irányítója legyen.
Hesse 1919 áprilisában – immáron egyedül – Tessinbe költözött: először egy kis parasztházban lakott a Locarno melletti Minusióban, aztán Sorengóban élt pár hétig, majd 1919. május 11-én a Luganótól nem messze található Montagnolába költözött, ahol a Casa Camuzzi nevű kastélyszerű épületben négy szobát bérelt. Az épületet a 18. században egy tessini építőmester készítette neobarokk stílusban. A domboldalról és a fölötte lévő sűrű erdős területről szép kilátás nyílt kelet felé a Luganói-tóra, illetve a szemben lévő olasz lankákra és hegyekre.
Az új környezet és az épület fekvése Hessét új írói és festői tevékenységre inspirálták: 1920-ban megjelent Klingsors letzter Sommer című elbeszélése és Bázelben (Basler Kunsthalle) kiállítás készült akvarelljeiből. Festményeit általában kirándulások során készítette, amelyek nemcsak Hesse természet iránti szeretetét, hanem a tessini vidéki kultúrát is tükrözik. A képek fia, Heiner gondozásában, vándorkiállítások alkalmával tekinthetők meg.
1921 egy újabb válságos és terméketlen év volt Hesse életében, ismét több pszichoanalitikai ülésen kellett részt vennie Jungnál, miközben a Sziddhárta. Hindu rege (Siddhartha. Eine indische Dichtung) című regényén dolgozott. Az elbeszélésben az indiai kultúra és bölcsességtanok iránti szeretete kerül kifejezésre. Akkori szeretője – később második felesége – Ruth Wenger inspirálta a regénybeli Kamala megformálására, akit a műben a Siddhartha arra kér, hogy tanítsa meg a szerelemre.
1924-ben Hesse másodszor is megkapta a svájci állampolgárságot. 1924-ben feleségül vette Ruth Wengert, de az erotikus vonzódás és azonos kulturális érdeklődés ellenére, az eltérő életcélok miatt – felesége kívánságára – három évvel később elváltak.
Az 1925-ben megjelent A fürdővendég (Kurgast) és az 1927-ben kiadott A nürnbergi utazás (Die Nürnberger Reise) című ironikus hangvételű, autobiográf elbeszélésekben, valamint Krisis című verseskötetében már kirajzolódik Hesse legsikeresebb regénye, A pusztai farkas (Der Steppenwolf, 1927) – Hesse számára „egy aggodalmas figyelmeztetés” a közeledő világháborúra, amit az akkori német nyilvánosság csupán kinevetett, sőt a regényt betiltották a háborús helyzetről alkotott véleménye miatt. A regény az öregedő Harry Haller – Hermann Hesse alteregója – lelki válságát mutatja be, feljegyzéseiben követi nyomon az önmegismerés útját. Hallerben egyszerre több személyiség él: egy, a polgári élethez illeszkedő, környezetétől szenvedő emberi lélek és egy sajátos eszményeket kergető, halhatatlanságra törekvő magányos farkas démoni lelke. A két oldal állandó harca Hallert megakadályozza művészi fejlődésében, nem tudja magát érvényesíteni, és öngyilkosságon gondolkozik. Egyetlen kiút a két lélek kibékülése, a felismerés, hogy az ember számos erőt, lehetőséget rejt magában, önerején múlik, mivé lesz. A gyógyuláshoz vezető úton a humor és a nevetés lesz a legfőbb eszköz. A pusztai farkas jelentősen hozzájárult Hesse világhírnevéhez, de megítélése ellentmondásos volt. Voltak, akik elutasították és igyekeztek kitiltatni amerikai könyvtárakból szexuális perverzió hirdetésére vagy kábítószerélvezet propagálására hivatkozva, mások – főleg irodalmi körök, majd az 1960-as és 1970-es évek hippimozgalma – lelkesen fogadták. Számtalan nyelvre lefordították és filmet is készítettek belőle.
... Mindenesetre úgy tűnik, hogy a Steppenwolf az a könyvem, amelyet gyakrabban és alaposabban félreértettek, mint bármely másikat... Ezek az olvasók mintha teljesen átsiklanának azon, hogy a pusztai farkas és kétes élete fölött is létezik egy másik, magasabb, örök világ is; a "Traktátus" és a könyv minden olyan része, amely a szellemről, a művészetről és a "halhatatlanokról" szól, pozitív derűs, egy személy és idő fölötti hitvilágot állít szembe a pusztai farkas szenvedéseivel... Természetesen nem írhatom elő - és nem is kívánom előírni - az olvasónak, miként értse elbeszélésemet... De azért jobban szeretném, ha sokan észrevennék, hogy a pusztai farkas története egy betegséget és krízist mutat be ugyan, ez azonban nem a halálhoz, a pusztuláshoz, hanem ellenkezőleg a gyógyuláshoz vezet.
50. születésnapjára barátja, Hugo Ball szerkesztésében megjelent az első Hesse-biográfia.
1930-ban megjelent az 1927–1929 között írt Narziss és Goldmund (Narziß und Goldmund). A regény a középkorban játszódik és a két főszereplő – a kolostori iskolában kisegítő tanárként dolgozó, aszkéta életet élő Narziß és a tanuló Goldmund – barátságáról szól. A könyv nem talált lelkes fogadtatásra az olvasók között és nem is nyomtatták újra, mert Hesse nem volt hajlandó kihagyni belőle a pogromot leíró részt.
1931-ben Hesse elhagyta a Casa Camuzziban bérelt lakást és nem messze onnan egy új, barátja, Hans C. Bodmer által épített házba költözött, amelyet vörösre festett falai miatt Casa Rossának (Piros ház) neveztek. Hesse harmadszor is megnősült: az osztrák származású művészettörténészt, Ninon Dolbint vette feleségül, akivel élete végéig együtt maradt.
1931-ben kezdett vázlatokat írni utolsó nagy művéhez, Az üveggyöngyjátékhoz (Das Glasperlenspiel), amely 1943-ban Zürichben jelent meg teljes terjedelmében (Németországban továbbra sem adták ki írásait). A regény egy pedagógiai utópia, amely 2200-ban, egy képzeletbeli tudósállamban, Kasztáliában játszódik: a regény hőse a világ erkölcstelensége elől menekülve megalapítja az Üveggyöngyjáték Rendet. A tudósállamban az üveggyöngyjátékosok teljes elszigeteltségben élő szerzetesi rendje különleges játékot fejlesztett ki, amely a tudomány, a szellem és a tiszta művészet csúcsát foglalja magában. Josef Knecht, a tudósállam nagy tekintélyű játékmestere fölismeri a játék öncélúságát és a valóság felé fordul: a játék puszta művelése helyett a gyerekek nevelését választja. A Suhrkamp Kiadó tulajdonosa, Peter Suhrkamp, Hesse regényének kiadásához kérelmet nyújtott be a Német Kulturális Minisztériumhoz, de kérelmét visszautasították (Németországban csak 1946-tól lettek ismét nyomtathatók Hesse művei).
Hesse aggodalommal figyelte a nemzetiszocialisták hatalomra jutását Németországban. A maga módján megpróbált szembeszállni a németországi fejleményekkel: már korábban számos könyvkritikát írt a német sajtótermékekben, ezúttal egyre többször felszólalt a zsidó, illetve más, a nemzetiszocialisták által üldözött, emigráns szerzők érdekében. Az 1930-as évektől már egyik német lap sem vállalta Hesse cikkeinek közlését. 1934-ben belépett a Svájci Írószövetségbe, hogy ezen keresztül több segítséget tudjon nyújtani a száműzetésben élő német íróknak, és házában is számos Németországból kiutasított szerzőt látott vendégül (Thomas Mann, Bertolt Brecht, Kurt Wolff).

### Levelezései
Hesse megszállott levélíró volt. Levelezésben állt többek között Samuel Fischerrel, Peter Suhrkamppal, Romain Rollanddal, Thomas Mann-nal és Kerényi Károllyal. A második világháború után Hesse írói produktivitása alábbhagyott, regényeket már nem írt, csak elbeszéléseket és verseket. Idejének túlnyomó részét folyamatosan bővülő levelezésére fordította. Fiai – Bruno és Heiner Hesse –, valamint az offenbachi levéltár kutatásai szerint Hesse kb. 35 000 levelet kapott. Szándékosan nem alkalmazott titkárságot; erkölcsi kötelességének tartotta, hogy a levelek többségére személyesen válaszoljon: 17 000 válaszlevél létezése bizonyított. Hasonló témájú levelekre, kérdésekre, amelyekben mindennapjai, egészsége, észrevételei és megfigyelései után érdeklődtek, hosszabb jegyzeteket, elmélkedéseket dolgozott ki, amiket körlevélként (Rundbriefe) küldött szét.

### Halála
Hesse – bár nem tudott róla – hosszabb ideje leukémiában szenvedett; halálát agyvérzés okozta. A Montagnola melletti Gentilinóban, a Sant’Abbondio temetőben temették el. Az egyik legismertebb, 1941-ben írt, Lépcsők című költeményében a földi élet végét a következőképpen fogalmazza meg:

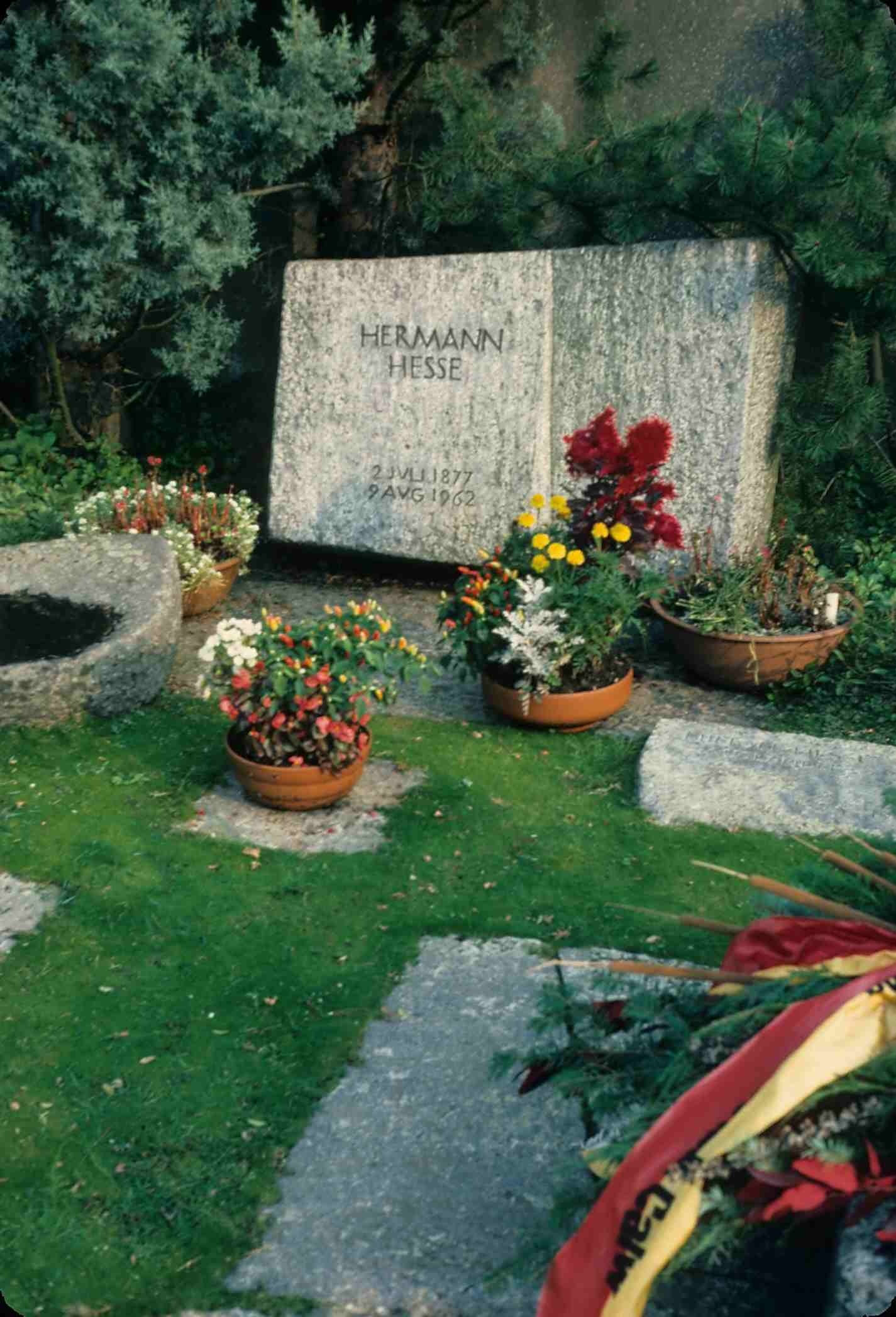
Hermann és Ninon Hesse síremléke

| Wie jede Blüte welkt und jede Jugend Dem Alter weicht, blüht jede Lebensstufe, Blüht jede Weisheit auch und jede Tugend Zu ihrer Zeit und darf nicht ewig dauern. Es muß das Herz bei jedem Lebensrufe Bereit zum Abschied sein und Neubeginne, Um sich in Tapferkeit und ohne Trauern In andre, neue Bindungen zu geben. Und jedem Anfang wohnt ein Zauber inne, Der uns beschützt und der uns hilft, zu leben. Wir sollen heiter Raum um Raum durchschreiten, An keinem wie an einer Heimat hängen, Der Weltgeist will nicht fesseln uns und engen, Er will uns Stuf um Stufe heben, weiten. Kaum sind wir heimisch einem Lebenskreise Und traulich eingewohnt, so droht Erschlaffen, Nur wer bereit zu Aufbruch ist und Reise, Mag lähmender Gewöhnung sich entraffen. Es wird vielleicht auch noch die Todesstunde Uns neuen Räumen jung entgegen senden, Des Lebens Ruf an uns wird niemals enden … Wohlan denn, Herz, nimm Abschied und gesunde! (Hermann Hesse: Sämtliche Werke, 10. kötet) | Ahogy a virág hull, s ifjú öreggé lesz: a maga idején borul virágba minden erény és bölcsesség, az élet minden lépcsője, s nem tarthat örökre. A szív a lét minden hívó szavára legyen kész, hogy búcsúzzék s újrakezdjen, mert így tud majd csak más, újabb körökbe belépni bánat nélkül, bátorsággal. És olyan varázs él mind a kezdetekben, Amely megvéd s élni segít szavával. Derűsen lépjünk ki terekből terekbe, ne válasszuk egyiket sem hazánknak, a világszellem nem köt, nem határt szab, de kitágít, lépcsőkön fel, emelve. Alig miénk az otthon biztonsága egy életkörben, már a petyhüdés jön: csak ki mindig kész útra, indulásra, szabadulhat a bénító közönytől. És úgy lehet, hogy a halál órája is új terek felé küld megifjulva. Hív bennünket a lét szava mindig újra... Fel hát szívem: búcsúzz új gyógyulásra! (Keresztury Dezső fordítása) |

## Irodalmi jelentősége
Hesse elsősorban regényíróként ismert, de lírája, verses költeményei is jelentősek. Sokoldalú tehetség volt: az írás mellett festészettel is foglalkozott, könyveit maga illusztrálta. Korai írásai a 19. század tradicionális elbeszélőművészetet követik, lírai költészete a romantika jegyeit viseli, akárcsak a Peter Camenzind nyelvezete és stílusa, amelyet a szerző a kelleri „Zöld Henrik”-et követő fejlődésregénynek szánt. Tartalmilag Hesse a növekvő iparosodás és elvárosiasodás ellen fordult, az életreform (Lebensreform) és a Jugendbewegung híve lett. Különösen a Monte Veritá és Gusto Gräser életmódja jelentette számára egy alternatív életforma fogalmát; később azonban felhagyott a neoromantikus gondolatokkal. Viszont későbbi műveiben (Demian, A pusztai farkas) is fellelhető a Peter Camerzind ellentétekre épülő struktúrája – például a város és a vidék, a férfi és a nő szembeállítása.
Carl Gustav Jung archetípus-tana döntő befolyással bírt Hesse műveire, ami először a Demian című regényben mutatkozott meg: a műben barátja, Gusto Gräser személyét és üzenetét a jungi pszichológia segítségével elemzi.
Hesse műveinek egy másik jelentős aspektusa a spiritualitás, amellyel elsősorban a Siddhártha című regényében találkozhatunk: hátterét az indiai bölcsességtanok, a taoizmus, a keresztény misztika képezi. A regényben megfogalmazott irányzat, amely szerint a bölcsességhez vezető út az egyénen keresztül vezet, tipikus nyugati meglátás, ami közvetlenül egyik ázsiai tannak sem felel meg, bár párhuzam húzható a Théraváda buddhizmussal. Néhányan a szemére vetették, hogy az irodalmat használja spirituális világnézetének népszerűsítésére.
Hesse csaknem minden írása tartalmaz önéletrajzi elemeket: különösen nyilvánvaló ez a Demianban, a Klein és Wagnerben vagy akár A pusztai farkasban. Kései műveiben az önéletrajzi elemek még világosabban előtérbe kerülnek: A napkeleti utazásban és Az üveggyöngyjátékban: Hesse alaptémája – a fiatal és idősebb barátja, mestere közötti kapcsolat – kerül több változatban feldolgozásra.
Az élete során hatvan különböző újság és magazin részére írt több mint 3000 könyvkritika minőségi mércének számított. Elvből nem írt kritikát olyan irodalmi alkotásról, amely saját mértékrendszere szerint rossznak tűnt. Viszont szívesen írt kritikát addig ismeretlen szerzők kis elbeszélőköteteiről, vagy az ázsiai kultúrából származó alapművekről, amik még napjainkban is megállják a helyüket, és amiket Hesse évtizedekkel azelőtt fedezett fel, mielőtt az 1970-es években a nyugati világ irodalmi, filozófiai és szellemi közkincse lett.

## Fogadtatása
Hesse korai írásait a korabeli irodalomkritikusok pozitívan ítélték meg. Németországi fogadtatását a két világháború idején jelentősen meghatározta a Hesse elleni sajtókampány – háborúellenes és antinacionalista kijelentései, cikkei miatt. 1937-től Hesse könyveit Németországban csak „kéz alól” lehetett vásárolni. 1945 után „újra” felfedezték: műveivel sikerült kielégítenie a két világháború utáni lakosság, főleg a felnövekvő fiatal generáció igényét egy új szellemi és erkölcsi irányra.
Hesse már megkapta az irodalmi Nobel-díjat, amikor 1957-ben Karlheinz Deschner Kitsch, Konvention und Kunst című vitairatában a következőket írta: „az, hogy Hesse ennyire megsemmisítően sok teljesen színvonaltalan sort jelentetett meg, nem más mint sajnálatos fegyelmezetlenség, irodalmi barbárság”, és prózáját is hasonlóan kedvezőtlenül ítélte meg. A következő évtizedekben a német irodalomkritikusok egy része csatlakozott ehhez a megítéléshez, sőt Hessét néhányan giccses irodalmi szerzőnek minősítették.
Hesse 1962-ben bekövetkezett haláláig 55 könyve jelent meg (nem számolva a kisebb kiadásokat, illetve a privát nyomtatásokat) összesen 4 millió példányban. A még életében külföldön kiadott könyveinek a számát ennek kb. a kétszeresére becsülik. Halála óta – „amikor ő maga már nem tudott fojtó befolyást tenni műveinek népszerűsödésére” (Hesse soha nem támogatta könyveinek idegen nyelvre fordítását és külföldi terjesztését) – a világszerte kiadott példányszám a tízszeresére emelkedett.

Amíg népszerűsége Németországban az 1960-as években a mélypontjára került, az Amerikai Egyesült Államokban egy soha nem látott Hesse-boom tört ki a fiatalok körében, ami később Németországba is átterjedt. Különösen A pusztai farkas aratott nemzetközi sikert és vált nemzetközi bestsellerré. Még egy amerikai rockegyüttes – a Steppenwolf – is a könyvről nevezte el magát. Az 1960-as és 1970-es években a német irodalom különösen nagy hatással volt a világ- és az amerikai irodalomra, „Hermann Hessének köszönhetően, akinek a regényei szökőárként árasztották el az amerikai olvasóközönséget”. Hasonló jelenséget lehetett megfigyelni az ázsiai országokban is, elsősorban Japánban. Napjainkig Hesse közel 60 nyelvre lefordított könyveiből több mint 120 millió darabot adtak el.
1977 óta rendszertelen időközönként Hesse szülővárosában, Calwban tartják különböző témákkal a Internationale Hermann-Hesse-Kolloquium-ot. A találkozók alkalmával neves bel- és külföldi Hesse-kutatók, illetve -kedvelők tartanak előadást. A műsort Hesse alkotásaival kapcsolatos zenés, táncos vagy színházi előadások, illetve dokumentumfilmek kísérik.
2000 óta évente kerülnek megrendezésre Sils-Maria-ban (Svájc, Engadin) a silsi Hesse-napok (Silser Hesse-Tage). A három–négy napig tartó találkozón egy bizonyos téma szerint, előadások és viták formájában elemzik Hesse hatását és vonatkozásait: a 2009. évi Hesse-napok (2009. június 25–28.) témája „A lelkiismeret politikája” volt.
Tiszteletére két irodalmi díjat neveztek el Hesséről: a Calwi Hermann Hesse-díjat és a Karlsruhei Hermann Hesse irodalmi díjat.
1990 májusa óta működik Hesse szülővárosában, Calwban a Hermann-Hesse Múzeum, amely világszerte a legnagyobb kiállítás az íróról. A múzeum kilenc teremben mutatja be a Nobel-díjas művész életét, műveit és munkásságát.

## Kitüntetései
- 1905 Bauernfeld-díj
- 1928 A Bécsi Schiller Alapítvány Mejstrik-díja
- 1936 Gottfried Keller-díj
- 1946 Frankfurt Goethe-díja
- 1946 Irodalmi Nobel-díj
- 1947 A Berni Egyetem díszdoktora
- 1947 Calw díszpolgárává avatása
- 1950 Wilhelm Raabe-díj
- 1954 Pour le mérite rend a tudományért és művészetekért
- 1955 A német könyvkereskedők békedíja
- 1962 Collina d'Oro díszpolgára
- Számos iskola viseli a nevét

Hesséről elnevezett irodalmi díjak:
- Calwi Hermann Hesse-díj
- Karlsruhei Hermann Hesse irodalmi díj

## Művei

### Regények
- 1904 Peter Camenzind – Peter Camenzind (fordította: Farkas Tünde)
- 1906 Unterm Rad – Kerék alatt (fordította: Hudáky Rita, Dohy Gábor)
- 1910 Gertrud – Gertrud (fordította: Dohy Gábor, Hudáky Rita)
- 1914 Roßhalde – Csillagsors (Rosshalde) (fordította: Korányi Judit)
- 1915 Drei Geschichten aus dem Leben Knulps – Knulp. Három történet Knulp életéből (fordította: Dohy Gábor, Hudáky Rita)
- 1919 Demian – Die Geschichte von Emil Sinclairs Jugend – Demian Emil Sinclair ifjúságának története (fordította Toldy Csilla)
- 1922 Siddhartha. Eine indische Dichtung – Sziddhárta. Hindu rege (fordította: Kászonyi Ágota)
- 1927 Der Steppenwolf – A pusztai farkas (fordította: Horváth Géza)
- 1930 Narziß und Goldmund – Narziss és Goldmund (fordította: Gáli József)
- 1943 Das Glasperlenspiel – Az üveggyöngyjáték (fordította: Szabó Ede, Vajda Endre)
- 1945 Berthold – Berthold (fordította: Horváth Géza)

### Elbeszélések és egyéb prózák
- 1899 Eine Stunde hinter Mitternacht
- 1901 Hinterlassene Schriften und Gedichte von Hermann Lauscher
- 1907 Diesseits (gyűjtemény)
- 1908 Nachbarn (gyűjtemény)
- 1912 Umwege (gyűjtemény)
- 1914 In der alten Sonne – A régi napfény (fordította: Horváth Géza)
- 1915 Am Weg (gyűjtemény)
- 1916 Briefe ins Feld
- 1916 Schön ist die Jugend (válogatott elbeszélések) – Csodálatos ifjúság (fordította: Horváth Géza)
- 1919 Kleiner Garten (próza) A varázsló gyermekkora. Mesék (fordította: Bárász Tamás, Horváth Géza, Jávor Ottó, Rapajka Gabriella)
- 1920 Kinderseele – Gyermeklélek (fordította: Horváth Géza)
- 1920 Klein und Wagner – Klein és Wagner (fordította: Horváth Géza, Györffy Miklós)
- 1920 Klingsors letzter Sommer – Klingsor utolsó nyara (fordította Horváth Géza)
- 1923 Sinclairs Notizbuch
- 1925 Kurgast. Aufzeichnungen von einer Badener Kur. – A fürdővendég (fordította: Horváth Géza)
- 1927 Die Nürnberger Reise – A nürnbergi utazás (Psychologia Balnearia, avagy egy badeni fürdővendég glosszái címmel magánkiadásban is megjelent) (fordította Horváth Géza)
- 1929 Der Zyklon und andere Erzählungen
- 1930 Diesseits (gyűjtemény)
- 1931 Weg nach Innen (Siddhartha, Kinderseele, Klein und Wagner, Klingsors letzter Sommer)
- 1932 Die Morgenlandfahrt – A napkeleti utazás – Sváb életrajz (fordította Horváth Géza)
- 1933 Kleine Welt (gyűjtemény)
- 1935 Fabulierbuch (próza 1904-27)
- 1945 Der Pfirsichbaum (gyűjtemény)
- 1945 Traumfährte. Neue Erzählungen und Märchen – Álommezsgye (fordította: Horváth Géza)

### Próza: Írásgyűjtemények
- 1949 Gerbersau (2 kötet)
- 1949 Frühe Prosa
- 1951 Späte Prosa
- 1955 Beschwörungen
- 1965 Próza a hagyatékból

### Verseskötetek
- 1898 Romantische Lieder
- 1902 Gedichte
- 1911 Unterwegs
- 1915 Musik des Einsamen
- 1920 Gedichte des Malers (akvarellekkel illusztrálva)
- 1921 Ausgewählte Gedichte
- 1923 Italien
- 1928 Krisis. Ein Stück Tagebuch
- 1929 Trost der Nacht
- 1937 Neue Gedichte
- 1940 Orgelspiel
- 1942 Die Gedichte
- 1945 Der Blütenzweig (válogatás)
- 1950 Jugendgedichte

### Pásztorköltemények
- 1936 Stunden im Garten
- 1952 Der lahme Knabe

### Biográfiák
- 1904 Boccaccio
- 1904 Franz von Assisi – Assisi Szent Ferenc gyermekkorából. Legendák (fordította Dohy Gábor, Hudáky Rita)

### Önéletrajzi jellegű írások (válogatás)
- 1913 Aus Indien. Aufzeichnungen von einer indischen Reise
- 1920 Wanderung
- 1926 Bilderbuch (1901-1926)
- 1937 Gedenkblätter
- 1951 Briefe (1927-1951)

### Írások (válogatás)
- 1914 O Freunde, nicht diese Töne
- 1918 Künstler und Psychoanalyse – Művész és pszichoanalízis (fordította: Szlukovényi Katalin)
- 1919 Zarathustras Wiederkehr: Ein Wort an die deutsche Jugend von einem Deutschen – Zarathustra visszatérése (fordította: Dohy Gábor)
- 1921 Blick ins Chaos (3 esszé Dosztojevszkijről) – Pillantás a káoszba (fordította: Ács Edina, Bella Tamás, Dohy Gábor)
- 1928 Betrachtungen
- 1929 Eine Bibliothek der Weltliteratur
- 1946 Der Europäer (esszé) – Az európai (fordította: Bárász Tamás)
- 1946 Krieg und Frieden (esszé)
- 1946 Brief nach Deutschland

### Kiadások
- 1952 Gesammelte Dichtungen (6 kötet)
- 1957 Gesammelte Schriften (7 kötet)
- 1970 Gesammelte Werke (12 kötet)
- 1977 Die Gedichte (2 kötet)
- 1972-86 Gesammelte Briefe (Volker és Ursula Michels kiadásában) (4 kötet)
- Die Marmorsäge. Ausgewählte Erzählungen I. – A márványmalom. Válogatott elbeszélések I.
- Schön ist die Jugend. Ausgewählte Erzählungen II. – Csodálatos ifjúság. Válogatott elbeszélések II.
- Das Haus der Träume. Ausgewählte Erzählungen III. – Az álmok háza. Válogatott elbeszélések III.

## Magyarul
- Camenzind Péter. Regény; ford. Károly József; Tevan, Békéscsaba, 1920
- Sziddhártha; ford. Turóczi József; Genius, Bp., 1923 (Új termés)
- Narziss és Goldmund. Regény; ford. Gáli József, utószó Németh G. Béla; Európa, Bp., 1963
- Csillagsors; ford. Korányi Judit; Magvető, Bp., 1980 (Világkönyvtár)
  - (Rosshalde címen is)
- Az üveggyöngyjáték. Josef Knecht Magister Ludi életrajzának kísérlete, valamint Knecht hátrahagyott írásai; utószó Györffy Miklós, ford. Szabó Ede, versford. Vajda Endre; Európa, Bp., 1984
- Sziddhárta. Hindu rege; ford. Kászonyi Ágota; Európa, Bp., 1992
- A pusztai farkas; ford., utószó Horváth Géza; Balassi, Bp., 1992
- Demian. Emil Sinclair ifjúságának története; ford. Toldy Csilla, átdolg. Pavlov Anna, Téri Sándor; Tericum, Bp., 1994
- Peter Camenzind. Regény; ford. Farkas Tünde; Cartafilus, Bp., 1995
- Az üveggyöngyjáték. Josef Knecht Magister Ludi életrajzának kísérlete, valamint Knecht hátrahagyott írásai; ford. Szabó Ede, versford. Vajda Endre; 2. átdolg. kiad.; Tericum, Bp., 1996
- Rosshalde. Regény; ford. Korányi Judit; Cartafilus, Bp., 1996
  - (Csillagsors címen is)
- Gyermeklélek; ford. Györffy Miklós, Horváth Géza; Cartafilus, Bp., 1997
- Knulp. Három történet Knulp életéből; ford. Dohy Gábor, Hudáky Rita, Cartafilus, Bp., 1997
- Gertrud; ford. Hudáky Rita, Dohy Gábor; Cartafilus, Bp., 1998
- Napkeleti utazás. Elbeszélés; ford. Halasi Zoltán; Európa, Bp., 1998
- A fürdővendég. Feljegyzések egy badeni gyógyüdülésről; ford. Horváth Géza; Cartafilus, Bp., 1999
- Pillantás a káoszba. Tanulmányok; ford. Ács Edina et al., utószó Horváth Géza; Cartafilus, Bp., 2000
- Assisi Szent Ferenc gyermekkorából. Legendák; ford. Hudáky Rita, Dohy Gábor, vál., utószó Horváth Géza; Cartaphilus, Bp., 2001
- A varázsló gyermekkora. Mesék; ford. Bárász Tamás et al., utószó Horváth Géza; Cartaphilus, Bp., 2002
- Kerék alatt; ford. Hudáky Rita, Dohy Gábor; Cartaphilus, Bp., 2002
- Narziss és Goldmund; ford. Gáli József, utószó Horváth Géza; Cartaphilus, Bp., 2002
- Válogatott elbeszélések; Cartaphilus, Bp., 2003–2005
  - A márványmalom; ford. Horváth Géza, Vincze Zsuzsanna; 2003
  - Csodálatos ifjúság; ford. Csősz Róbert et al., utószó Horváth Géza; 2004
  - Az álmok háza; ford. Cziráki Zsuzsa et al., utószó Horváth Géza; 2005
- A napkeleti utazás / Sváb életrajz; ford., jegyz., utószó Horváth Géza; Helikon, Bp., 2004
- "Kedves és tisztelt barátom". Hermann Hesse és Thomas Mann levelezése; ford. Csősz Róbert et al., utószó Horváth Géza; Cartaphilus, Bp., 2006
- Demian. Emil Sinclair ifjúságának története; ford., utószó Horváth Géza; Cartaphilus, Bp., 2006
- Assisi Ferenc; Giotto di Bondone freskóival, ford., utószó Horváth Géza; Cartaphilus, Bp., 2012
- Klingsor utolsó nyara; ford., utószó Horváth Géza; Cartaphilus, Bp., 2012
- Karácsony. Elmélkedések, költemények; vál. Volker Michels, ford., utószó Horváth Géza; Helikon, Bp., 2013
- Valse brillante. Hermann Hesse versei a szerzőpáros fordításában; ford. Kerék Imre, Németh István Péter; Visual.hu Kft., Tapolca–Bp., 2013
- Szeretni boldogság. Elmélkedések szeretetről, boldogságról, humorról és zenéről; vál. Volker Michels, ford. Horváth Géza; Helikon, Bp., 2014
- Örök változás. Gondolatok fiatalságról és öregkorról, iskoláról, nevelésről, műveltségről és arról, hogy minden az egyénen múlik; vál. Volker Michels, ford. Horváth Géza; Helikon, Bp., 2015
- Kerék alatt; ford. Hudáky Rita, Dohy Gábor, utószó Horváth Géza; Helikon, Bp., 2017
- Sziddhártha. Hindu költemény; ford., utószó Horváth Géza; Helikon, Bp., 2020

## Fordítás
- Ez a szócikk részben vagy egészben a Hermann Hesse című német Wikipédia-szócikk ezen változatának fordításán alapul.  Az eredeti cikk szerkesztőit annak laptörténete sorolja fel. Ez a jelzés csupán a megfogalmazás eredetét és a szerzői jogokat jelzi, nem szolgál a cikkben szereplő információk forrásmegjelöléseként.